# Funda Arar
Funda Arar (Ankara, 8 de abril de 1975) é uma cantora de música pop e atriz de cine turca. É casada com Febyo Taşel, productor turco das suas canções, e tem um filho, Aras.